# Graphania nervata
Graphania nervata är en fjärilsart som beskrevs av Achille Guenée 1868. Graphania nervata ingår i släktet Graphania och familjen nattflyn. Inga underarter finns listade i Catalogue of Life.